# Попова, Любовь Сергеевна
Любо́вь Серге́евна Попо́ва (24 апреля [6 мая] 1889, Ивановское, Московская губерния — 25 мая 1924[…], Москва) — русский и советский живописец, художница-авангардистка (супрематизм, кубизм, кубофутуризм, конструктивизм), график, дизайнер, театральная художница.

## Биография
Родилась в имении Красновидово в семье богатого предпринимателя.
Первые уроки рисования брала у художника К. М. Орлова, который был другом её семьи.
В 1906 году переехала в Москву, где получила среднее образование в гимназии С. А. Арсеньевой. В 1908 году брала частные уроки в художественной школе Константина Юона.
В 1910 году Любовь Попова поехала в Италию, где брала частные уроки живописи.
В 1912 году посетила Париж, занималась живописью у Ле Фоконье и Ж. Метценже.
В 1918 году вышла замуж за историка искусства Бориса фон Эдинга — автора исследования «Ростов Великий, Углич», вышедшего в серии «Памятники художественной старины».
Попова увлеклась супрематизмом, стала членом группы Казимира Малевича «Супремус», вместе с другими художниками-супрематистами работала в селе Вербовке и Скопцы.
Принимала участие в выставке «5х5=25» в сентябре 1921 года. Кроме Поповой в выставке приняли участие Родченко, Варвара Степанова, Александр Веснин и Экстер. Каждый представил по 5 абстрактных работ. Под впечатлением от выставки художницу пригласил на работу в театр В. Мейерхольд.
Художник-оформитель двух спектаклей Театра им. Мейерхольда в стиле «сценического конструктивизма» — «Великодушный рогоносец» Ф. Кроммелинка (1922) и «Земля дыбом» С. Третьякова по пьесе М. Мартине «Ночь» (1923).
23 мая 1924 года умер от скарлатины сын Поповой. Любовь Сергеевна умерла также от скарлатины 25 мая 1924 года в Москве. Похоронена на Ваганьковском кладбище.
В декабре того же года в Москве состоялась персональная выставка работ художницы, одного из ярких представителей русского авангарда в изобразительном искусстве.
19 декабря 2012 года в честь Поповой назван кратер на Меркурии.

## Работы
- Государственная Третьяковская галерея, Москва.
- Государственный Русский музей, Санкт-Петербург.
- Национальная галерея Канады, Оттава.
- Музей Тиссена-Борнемисы (исп. Museo Thyssen-Bornemisza), Мадрид.
- Красноярский государственный художественный музей им. В. И. Сурикова
- Музей искусства модернизма, Салоники

## Галерея

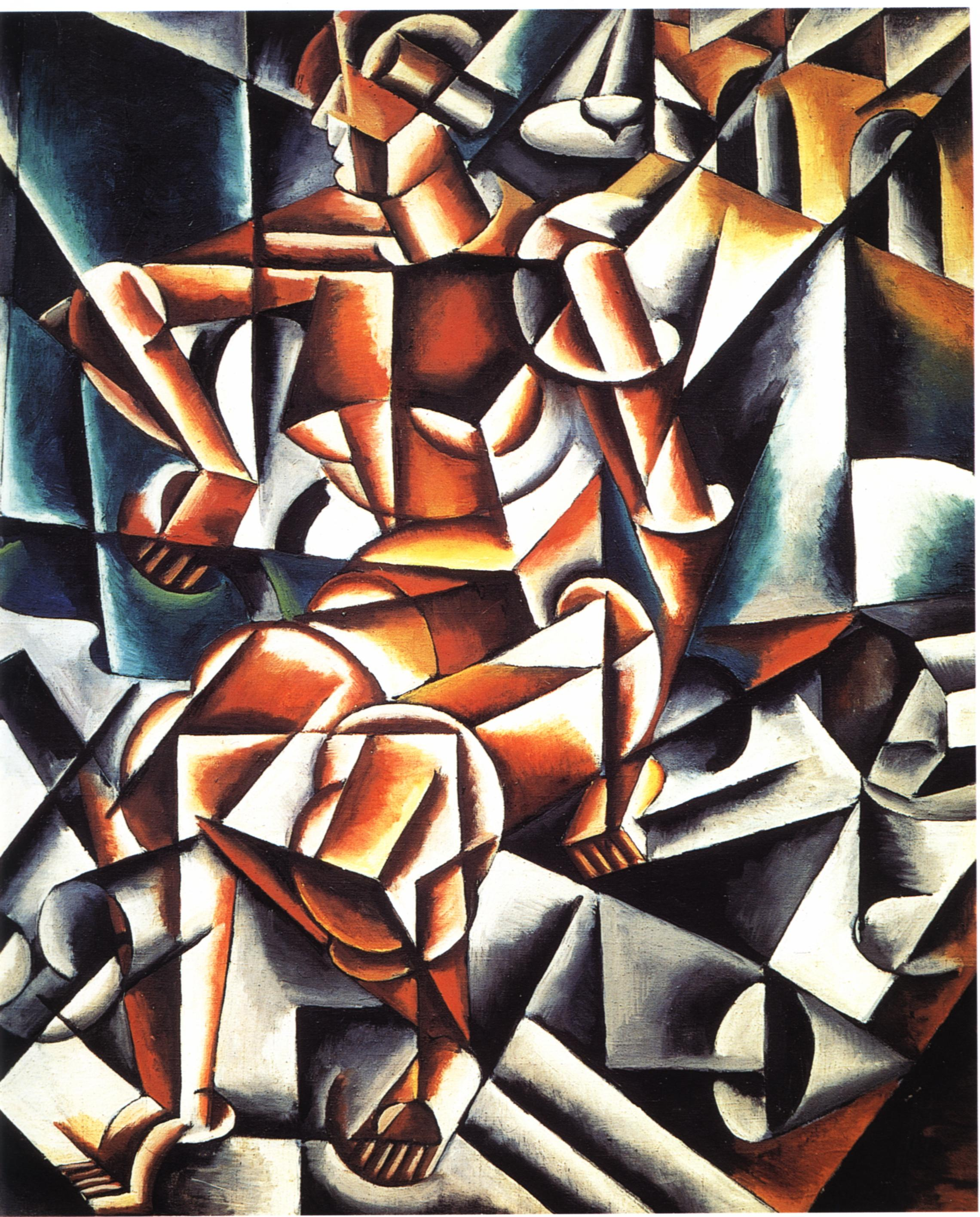
Человек + воздух + пространство. 1912
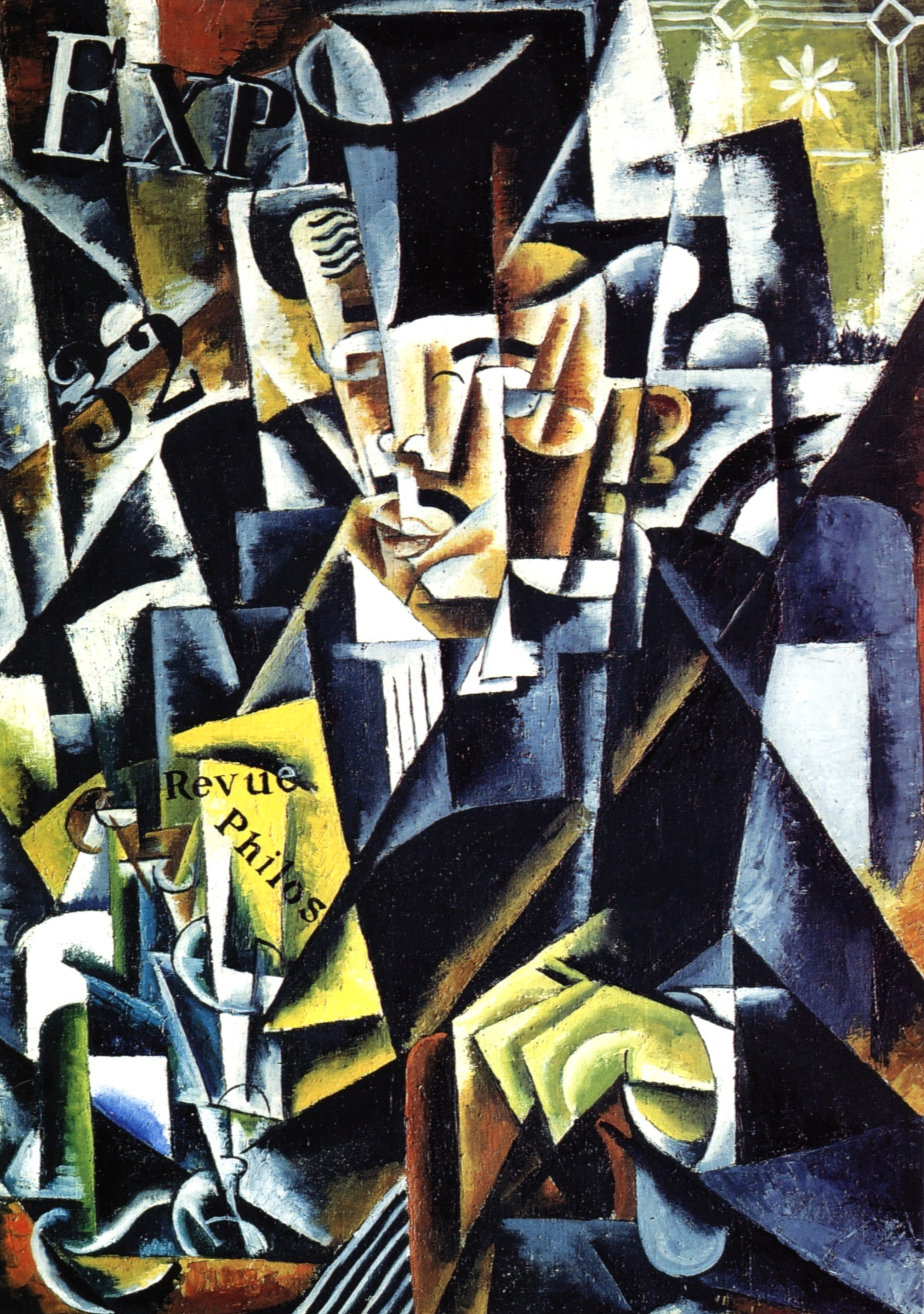
Портрет философа, 1915
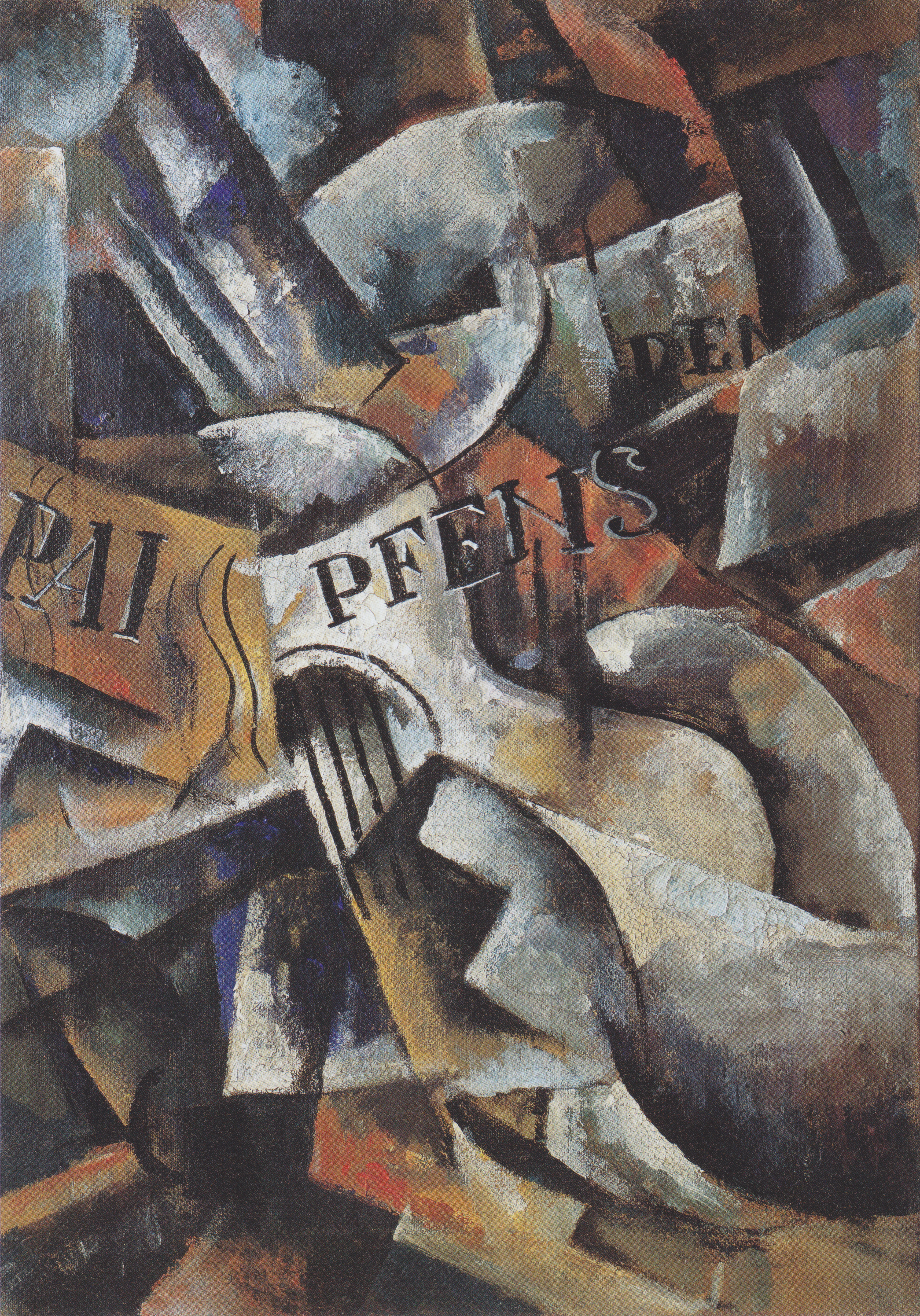
Натюрморт с гитарой, 1915
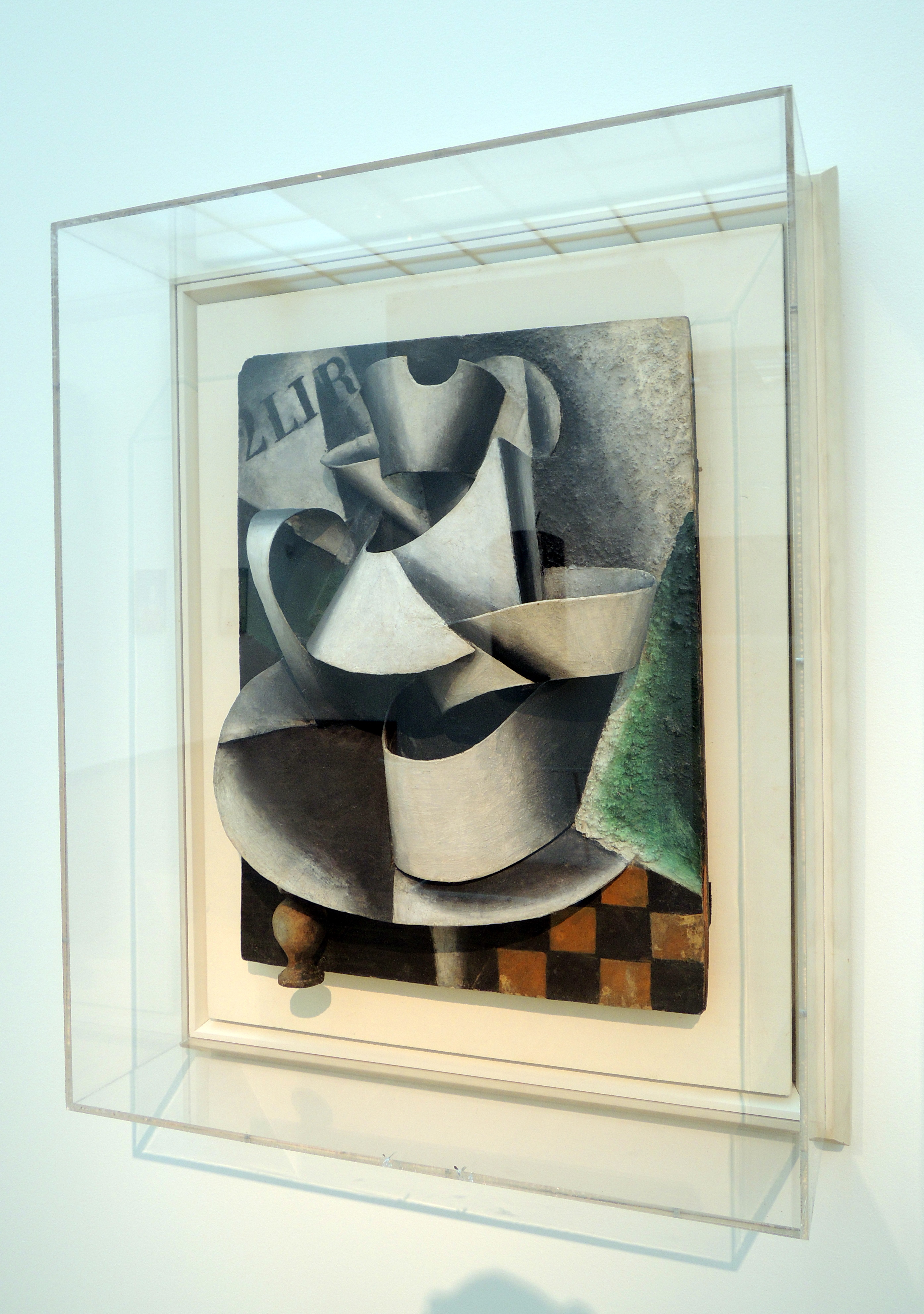
«Кувшин на столе. Пластическая живопись», 1915. Дерево, картон, масло. ГТГ.
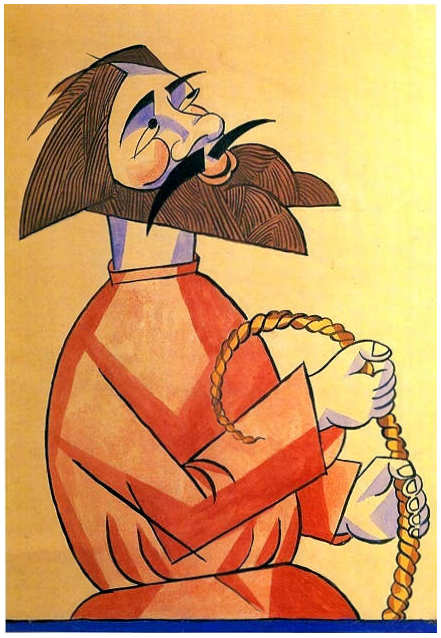
Балда, 1919

### Книги
- Адаскина Н. Л. Любовь Попова. — М.: С. Э. Гордеев, 2010. — 252 с. — (Творцы авангарда). — 150 экз. — ISBN 978-5-91566-027-3.
- Туловская Ю. А. Текстиль авангарда. Рисунки для ткани. — Екатеринбург: TATLIN, 2016. — 176 c. — 1500 экз. — ISBN 978-5-000750-70-4.

### Статьи
- Жадова Л. Любовь Попова // Техническая эстетика. — 1967. — № 11.
- Адаскина Н. Л. Любовь Попова. Путь становления художника-конструктора // Техническая эстетика. — 1978. — № 10. — С. 17—23.
- Адаскина Н. Л. Проблемы производственного искусства в творчестве Л. С. Поповой // Художественные проблемы предметно-пространственной среды ВНИИТЭ. Тезисы конференций, семинаров, совещаний. — М., 1978. — С. 57—62.